# Certificato di tipo

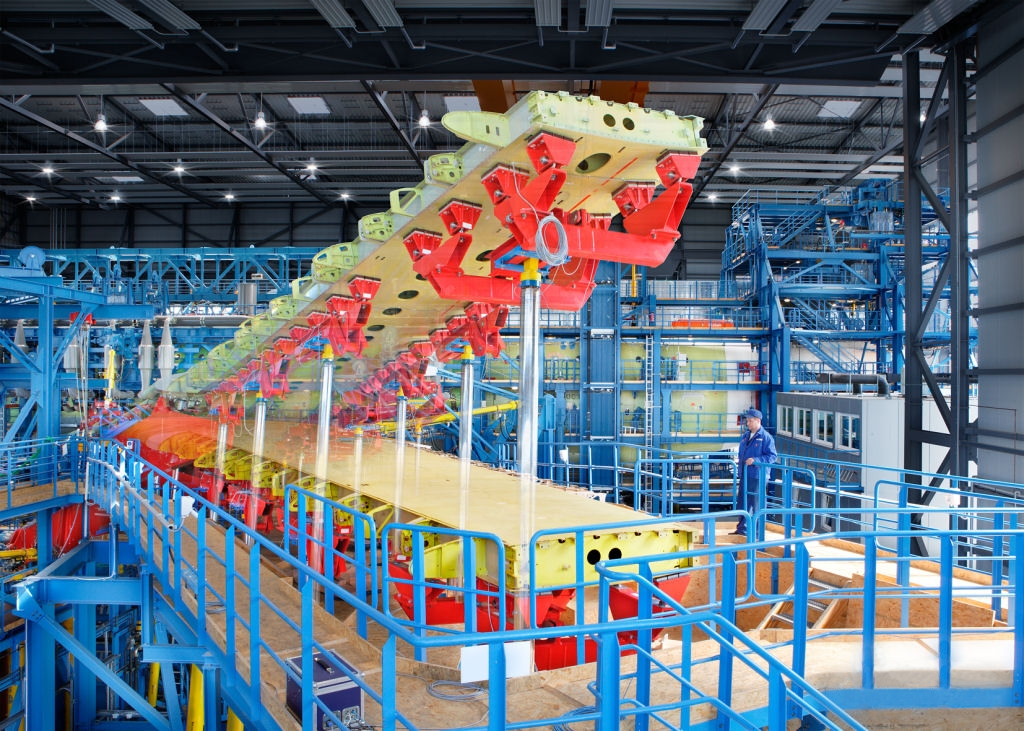
Prova di flessione di un'ala durante il processo di certificazione dell'Airbus A380.

Il certificato di tipo o certificato di omologazione (in inglese Type Certificate) è emesso dall'autorità aeronautica di un paese quando viene dimostrata la rispondenza di un "prodotto aeronautico" (velivolo, motore o elica) ai requisiti di aeronavigabilità previsti dalla normativa vigente.

## Regolamentazione internazionale
A seconda della nazione di appartenenza dell'autorità aeronautica, varia la normativa di riferimento in base alla quale viene rilasciato il certificato di tipo.

### Italia ed Europa
Nel 2002, con il Regolamento Europeo (CE) n. 1592/2002, è stato introdotto un organismo sovranazionale europeo (l'Agenzia europea per la sicurezza aerea, EASA). Fino ad allora le varie autorità aeronautiche dei singoli paesi (per l'Italia ENAC) erano responsabili dell'emissione dei certificati di omologazione dei prodotti aeronautici sviluppati nei loro paesi. Accordi bilaterali internazionali garantivano il reciproco riconoscimento dei certificati.
Successivamente all'approvazione del Regolamento Europeo (UE) n. 1139/2018, venne stabilito che tutti i velivoli costruiti, registrati o eserciti nell'Unione europea, debbano possedere il certificato di tipo che viene rilasciato quando il prodotto e/o le modifiche al prodotto abbiano dimostrato di soddisfare i requisiti della Base di Certificazione.
Nell'Unione Europea, oggi, è l'EASA che rilascia il certificato di tipo civile in base ai requisiti previsti dal Regolamento UR 1139/2018 e delle rispettive regole di implementazione ovvero la Parte 21 del Regolamento UE 748/2012 (Sottoparte B) e relativo materiale interpretativo (Alternative Means of Compliance & Guide Material to Part 21).
Le autorità nazionali continuano ad essere responsabili dell'emissione di certificati di omologazione di velivoli storici, non commerciali, scientifici o sperimentali, con scopi militari o senza equipaggio fino a 150 kg.

### Stati Uniti
Negli Stati Uniti l'organismo preposto a rilasciare il Type Certificate è la Federal Aviation Administration (FAA). I requisiti che un prodotto aeronautico deve soddisfare sono contenuti nelle Federal Aviation Regulations (o FAR).
All'interno del corpo delle FAR sono specificate precise sezioni (chiamate parts) relative al tipo di prodotto aeronautico da omologare; ad esempio i velivoli da trasporto dovranno soddisfare i requisiti previsti nella "Part 25", i motori la "Part 33", le eliche la "Part 35" e così via.

## Certificato di tipo supplementare (STC)
Ogni aggiunta, sottrazione o modifica alla configurazione approvata nel certificato di omologazione, comporta la necessità di una certificazione supplementare.
Un certificato di tipo supplementare (in inglese Supplemental Type Certificate), è il documento rilasciato dalla competente autorità aeronautica che approva una "modifica maggiore" al certificato di tipo, limitatamente a specifici numeri di serie di costruzione del prodotto.

## Variazioni al certificato di tipo
Quando la modifica che si vuole introdurre è sostanziale (ad esempio tale da modificare le prestazioni di volo, o le dimensioni della fusoliera o il tipo di motori installati), è necessario completare un nuovo iter di certificazione per ottenere un nuovo certificato di tipo. Però, nel caso in cui il nuovo velivolo non si discosti troppo dalla versione precedente, è anche possibile che alcuni test molto onerosi vengano evitati, come le prove statiche della cellula del velivolo quando ad essere oggetto della variante è l'introduzione di una nuova motorizzazione.
Ad esempio l'A380 ottenne il 12 dicembre 2006 il type certificate per le versioni A380-841 e A380-842 (che installano motori Rolls-Royce Trent 900), e il 14 dicembre 2007 il suo certificato è stato aggiornato aggiungendo la versione A380-861 che monta i motori Engine Alliance GP7000.

## Aeronavigabilità continua
Il detentore del certificato di tipo (in inglese Type Certificate Holder, TCH) deve anche provvedere a stilare un elenco di operazioni di manutenzione al quale il prodotto aeronautico deve essere periodicamente sottoposto affinché il velivolo mantenga il suo certificato di aeronavigabilità.
Con il normale utilizzo del prodotto possono emergere difetti di costruzione o progettazione che non si erano manifestati durante la certificazione. In questo caso, per lievi difetti, il detentore del certificato emette dei bollettini di modifica che possono essere introdotti dal proprietario del prodotto a sua discrezione. Per i difetti più gravi che mettono a repentaglio la sicurezza del velivolo, vengono emesse (oltre ai bollettini del costruttore) anche delle prescrizioni di aeronavigabilità da parte dell'autorità aeronautica che impongono l'introduzione delle modifiche correttive necessarie nei tempi e modi previsti. Le modifiche obbligatorie da parte dell'autorità aeronautica possono anche non essere correlate a difetti di progettazione del prodotto, come, ad esempio, è accaduto con l'introduzione delle porte anti-intrusione in cockpit a seguito dei fatti dell'11 settembre.

## Validità del certificato di tipo
Il detentore del certificato di tipo mantiene il certificato in corso di validità emettendo bollettini di modifica, fornendo parti di ricambio e assicurando servizi tecnici di supporto in modo da permettere di mantenere in condizione di aeronavigabilità i velivoli anche dopo che la produzione è cessata.
Nel momento in cui il type certificate holder decide di cessare il supporto, restituisce il certificato all'autorità aeronautica e la flotta relativa viene messa a terra, come ad esempio successe quando l'Airbus restituì il certificato del Concorde.